# فیات کوپه
فیات کوپه (Fiat Coupé) خودرویی است که در سال‌های ۱۹۹۳ تا ۲۰۰۰در تورین، ایتالیا و پینینفارینا تولید شده‌است.
این خودرو در کلاس خودرو اسپورت قرار گرفته و طراحی آن خودروهای موتور جلو-محور جلو بوده است. سیستم جعبه‌دندهٔ آن ۶ دنده به صورت دستی است.